# Diecezja San Nicolás de los Arroyos
Diecezja San Nicolás de los Arroyos (łac. Dioecesis Sancti Nicolai de los Arroyos) – diecezja Kościoła rzymskokatolickiego w Argentynie, sufragania archidiecezji Rosario.

## Historia
3 marca 1947 papież Pius XII bullą Maxime Quidem Iuvat erygował diecezję San Nicolás de los Arroyos. Dotychczas wierni z tym terenów należeli do archidiecezji La Platy.
11 lutego 1957 diecezja utraciła część swego terytorium na rzecz nowo powstającej diecezji San Isidro, zaś 27 marca 1976 na rzecz diecezji Zárate-Campana.

## Ordynariusze
- Silvino Martínez (1954–1959)
- Francisco Juan Vénnera (1959–1966)
- Carlos Horacio Ponce de Léon (1966–1977)
- Fortunato Antonio Rossi (1977–1983)
- Domingo Salvador Castagna (1984–1994)
- Mario Maulión (1995–2003)
- Héctor Sabatino Cardelli (2004-2016)
- Hugo Norberto Santiago (od 2016)